# Детермінатив
Детермінати́в (лат. determinativus, від determino — «визначаю») — лінгвістичний термін, що вживається в граматології, порівняльно-історичному мовознавстві й іноді в граматиці.

## Писемність
Детермінатив, також таксограма або семаграма — ідеограма, що служить для означення граматичних категорій слів у логографічнім письмі. Не має фонетичного відповідника в слові, для запису якого слугує, і в мові взагалі. Протиставляється фонетику — знаку, що має матеріальний відповідник у мові (тобто ієрогліфу у вузькому сенсі). Термін «детермінатив» уперше запропонував Ж. Ф. Шампольйон.
Первісно детермінативи були допоміжними знаками для розрізнення омонімів (або омографів), згодом перетворився на знак-класифікатор, що вказує на понятійну групу, приналежність до певної семантичної категорії слів.
Позиція детермінатива до фонетика може бути різною. У клинопису він стоїть перед фонетиком, у єгипетському письмі — після нього, у китайській ієрогліфіці може входити до складу одного ієрогліфа.

## Морфологія
Детермінатив — елемент неясного походження і неясного значення, що приєднується до нерозкладаної частини слова (зазвичай до кореня). Термін «детермінатив» у цьому значенні впроводжений Г. Курціусом, поширений переважно в індоєвропеїстиці.
Прикладами одного індоєвропейського кореня (*trems‑) з різними детермінативами є лат. trepidus («боязливий»), tremo («дрижу») і укр. трепет, труситися. Більшість детермінативів — одноелементні консонантні поширювачі (формативи), але якщо прийняти ларингальну теорію, до них можна віднести і тематичні голосні (наприклад, *-ā, *-ŏ, *-ŭ, *-ĭ).
Детермінатив виконує в слові як словотворчу, так і словозмінну функцію. На відміну від суфіксів, детермінативи не беруть участі в аблаутних чергуваннях.

## Граматика
Детермінатив — у деяких граматичних описах клас (або кілька класів) службових слів, рідше морфем, що сполучуються з ім'ям для вираження кількістних відношень на зразок референції, класифікаційних відношень. До них відносять артиклі, вказівні займенники, класифікатори.